# 富入沢ダム
富入沢ダム（ふにゅうざわダム）は、群馬県前橋市、利根川水系不入沢川に建設されたダム（堰）。高さ14.4メートルのアースダムで、洪水調節を目的とする治水ダムである。

## 地理・歴史
前橋市中心市街地から北東へ約10キロメートル、赤城山の南西斜面を流れる細ヶ沢川とその支流・不入沢川は、流下能力の低さから洪水時に氾濫を起こし、周辺の農地に被害をもたらしてきた。群馬県は抜本的対策としてダム建設を計画し、1990年（平成2年）度に調査を開始。1999年（平成11年）度から本格的に工事着手した。
当初は高さ18.8メートルのダムとして計画されたが、下流の河川改修が進んだことから規模を縮小し、費用を削減。2009年（平成21年）10月に完成した。総事業費は33億4千万円。型式はゾーン型アースフィルダムで、普段は水を貯めない方式を採用した、いわゆる「穴あきダム」である。完成後の管理者は前橋市。

## 交通アクセス
国道353号・道の駅ふじみの北側、施設の裏手に立地する。右岸（西）側が前橋市富士見町石井、左岸（東）側が富士見町赤城山である。ダム自体は観光開発されておらず、ダムカードも製作されていない。

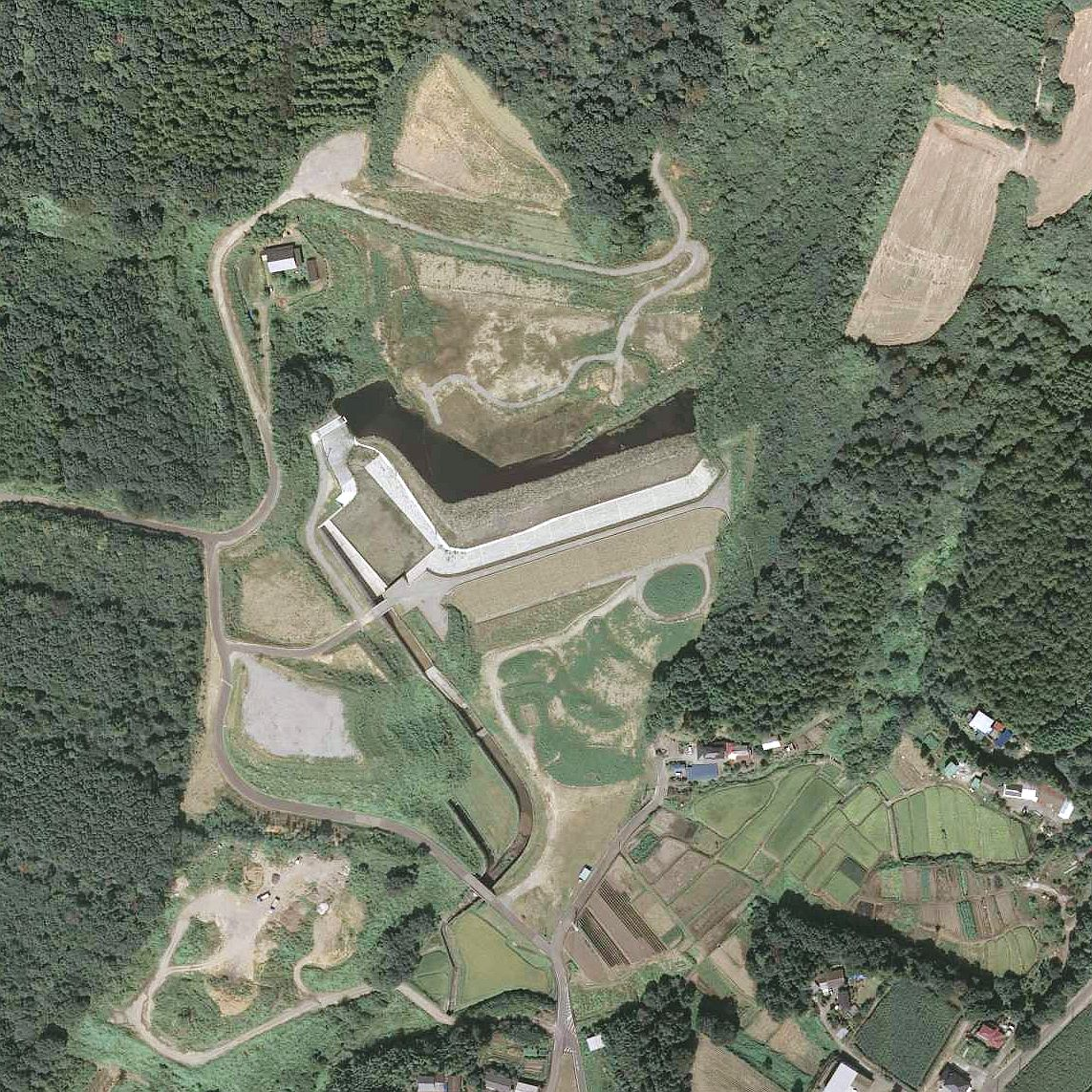
富入沢ダム空撮（国土地理院、2011年撮影）